# Catancyla
Catancyla là một chi bướm đêm thuộc họ Crambidae.